# (895) Helio
(895) Helio – planetoida należąca do zewnętrznej części pasa głównego asteroid okrążająca Słońce w ciągu 5 lat i 268 dni w średniej odległości 3,2 au. Została odkryta 11 lipca 1918 roku w Landessternwarte Heidelberg-Königstuhl w Heidelbergu przez Maxa Wolfa. Nazwa pochodzi od pierwiastka helu, którego spektrum badali wspólnie Friedrich Paschen i Carl Runge (nazwę nadał Friedrich Paschen na prośbę odkrywcy). Przed nadaniem nazwy planetoida nosiła oznaczenie tymczasowe (895) 1918 DU.